# Chris John (homme politique)
Pour le boxer, voir Chris John.
Christopher Charles John dit Chris John, né le 5 janvier 1960 à Crowley (Louisiane), est un homme politique américain membre du Parti démocrate.

## Biographie
Il entre au conseil municipal de sa ville natale en 1984 puis à la Chambre des représentants de Louisiane en 1988. Lors des élections de 1996, il est élu à la Chambre des représentants des États-Unis dans le 7e district de Louisiane. Il est réélu en 1998, 2000 et 2002.
En 2004, il se présente au Sénat des États-Unis pour succéder au démocrate John Breaux. Bien que centriste, il est attaqué par le républicain David Vitter qui le qualifie de « libéral de Washington ». Il est battu dès le premier par Vitter qui réunit 51 % des voix. John rassemble 29 % des suffrages devant un autre démocrate, John Kennedy, à 15 %.

### Article annexe
- Liste des représentants des États-Unis pour la Louisiane